# 横山真弓
横山 真弓（よこやま まゆみ、10月5日 - ）は、日本の女優。マネージメントはGLove。

## 人物
- 静岡県浜松市出身。
- 血液型 - B型。
- 身長 - 165.5cm。
- 趣味は植物観賞、散歩、写真撮影、photoshop。

## 出演歴

### テレビ

#### TBS系列
- 安堂ロイド〜A.I. knows LOVE?〜 － 店員 役

#### フジテレビ系列
- SP 革命前日
- わたしたちの教科書 － 保健の先生 役
- X'smap〜虎とライオンと五人の男 － メイド 役

### 映画
- うつろう (監督：久保裕章)－ 平岩貴子 役
- 雑音 (監督：上原三由樹)
- 死者たち (監督：高橋明大)
- 口腔盗聴器 (監督：上原三由樹)
- LESSON (監督：久保裕章)
- ここにいてはいけない (監督：今泉力哉)－ マユミ 役
- 東京うんこ (監督：村松英治)－ 由香利　役
- ひょうたんから粉 (監督：上原三由樹)－ 川野ゆり 役
- 嫌われ松子の一生 (監督：中島哲也)
- オペレッタ狸御殿 (監督：鈴木清順)
- グローウィングローウィン (監督：堀江慶)－ さやか 役

### CM

#### テレビCM
- 日本生命 トータルパートナー「Face to Face」篇 － トータルパートナー 役
- SONY　ハンディカム (監督：李相日)－ 母親 役
- イオン お客様感謝デー － JUSCO店員 役
- P＆G パンパース　ナレーション
- キリン 氷結「キャンプファイヤー」篇　ナレーション
- キッコーマン「うちのごはん」 OLの実態平日『キャベツ』『豆腐』篇　『OL感動体験』篇　ナレーション
- 日本公文教育研究会　ナレーション

#### ラジオCMナレーション
- 講談社　本谷有希子　異類婚姻譚
- セイコーウオッチ
- コスモ石油

#### 店内ナレーション
- 三越伊勢丹

### 舞台
- 神様の夜